# 圣母领报堂 (阿斯科利皮切诺)
圣母领报堂(Santissima Annunziata)是一座罗马天主教堂，以 圣母领报 命名,位于意大利马尔凯大区阿斯科利皮切诺 的Parco dell'Annunziata。整个建筑群是对一组原始的 13 世纪建筑进行扩建的结果。 
建筑群位于古罗马遗迹的顶部。 它最初有一家医院，直到 1250 年 维罗纳的伯铎将其交给奥斯定会修女。 修女在 14 世纪建造了这座小堂 .
教堂最初收藏有卡罗·克里韦利的《圣母领报与圣爱米巨》（现藏于 伦敦国家美术馆），《真福雅各伯》(现藏于卢浮宫）和《圣母与圣徒多联画》（现在位置不详）。 1519 年Cola dell'Amatrice创作的壁画《基督登上加略山》挂在食堂的西侧半月楣这幅作品属于他的早期作品，在 19 世纪上半叶被拿破仑军队破坏,后得到修复。 